# Тіттмонінг
Тіттмонінг (нім. Tittmoning) — місто в Німеччині, розташоване в землі Баварія. Підпорядковується адміністративному округу Верхня Баварія. Входить до складу району Траунштайн.
Площа — 72,04 км2. Населення становить 5825 ос. (станом на 31 грудня 2020).